# Italia en los Juegos Olímpicos de Seúl 1988
Italia estuvo representada en los Juegos Olímpicos de Seúl 1988 por un total de 253 deportistas que compitieron en 23 deportes.  
El portador de la bandera en la ceremonia de apertura fue el atleta Pietro Mennea.

## Medallistas
El equipo olímpico italiano obtuvo las siguientes medallas:
| Nombre                                                                                           | Deporte            | Competición             |
| ------------------------------------------------------------------------------------------------ | ------------------ | ----------------------- |
| Oro                                                                                              |                    |                         |
| Gelindo Bordin                                                                                   | Atletismo          | Maratón M               |
| Giovanni Parisi                                                                                  | Boxeo              | Pluma (57 kg) M         |
| Stefano Cerioni                                                                                  | Esgrima            | Florete ind. M          |
| Vincenzo Maenza                                                                                  | Lucha grecorromana | 48 kg M                 |
| Carmine Abbagnale Giuseppe Abbagnale Giuseppe Di Capua                                           | Remo               | Dos con timonel (M2+) M |
| Agostino Abbagnale Davide Tizzano Piero Poli Gianluca Farina                                     | Remo               | Cuatro scull (M4x) M    |
| Plata                                                                                            |                    |                         |
| Salvatore Antibo                                                                                 | Atletismo          | 10 000 m M              |
| Francesca Bortolozzi-Borella Dorina Vaccaroni Margherita Zalaffi Annapia Gandolfi Lucia Traversa | Esgrima            | Florete por eqs. F      |
| Carlo Massullo                                                                                   | Pentatlón moderno  | Individual M            |
| Carlo Massullo Daniele Masala Gianluca Tiberti                                                   | Pentatlón moderno  | Equipo M                |
| Bronce                                                                                           |                    |                         |
| Maurizio Damilano                                                                                | Atletismo          | 20 km marcha M          |
| Giovanni Scalzo                                                                                  | Esgrima            | Sable ind. M            |
| Gianfranco Dalla Barba Marco Marin Ferdinando Meglio Giovanni Scalzo Massimo Cavaliere           | Esgrima            | Sable por eqs. M        |
| Stefano Battistelli                                                                              | Natación           | 400 m estilos M         |